# Phaeogramma hispida
Phaeogramma hispida är en tvåvingeart som beskrevs av Hardy 1980. Phaeogramma hispida ingår i släktet Phaeogramma och familjen borrflugor. Inga underarter finns listade i Catalogue of Life.